# Sisobahili (Namohalu Esiwa)
Sisobahili is een bestuurslaag in het regentschap Nias Utara van de provincie Noord-Sumatra, Indonesië. Sisobahili telt 579 inwoners (volkstelling 2010).